# Rohrbach (Rotach)
Der Rohrbach, im Oberlauf Riedbach genannt, ist ein nicht ganz fünf Kilometer langer Bach am Rande und auf der Gemarkung der Stadt Friedrichshafen im Bodenseekreis im südlichen baden-württembergischen Oberschwaben, der beim Stadtteil Jettenhausen von rechts und Nordwesten in den unteren Bodensee-Zufluss Rotach mündet.

## Verlauf
Der Rohrbach entsteht unter dem Namen Riedbach neben dem Riedholz auf etwa 440 m ü. NN, etwa 800 Meter nördlich des Friedrichshafener Kappelhofs unmittelbar an der es querenden St.-Johann-Straße im anmoorigen Gebiet Unteres Ried, das er nach Süden hin entwässert; gerade jenseits der Straße fließt ein kleinerer Graben ebenfalls des Namens Riedbach (mit Fließgewässerkennziffer 21559242) nordwärts zum Langenwiesengraben, der über die Brunnisach in den Bodensee entwässert.
Der Riedbach zieht in nahezu gerader Linie durch seine schmale Talsenke ohne nennenswertes Gefälle – weniger als sechs Meter auf den ersten ungefähr 2,5 km – in Richtung des Friedrichshafen-Ailinger Weilers Köstenbach; auf dem ersten Teilstück bis etwa zum Kappelhof ist er dabei Gemarkungsgrenze von Friedrichshafen zur Nachbargemeinde Oberteuringen im Osten, danach bleibt er auf Friedrichshafener Gebiet. Etwa 2,5 km unterhalb des Ursprungs, von der Siedlungsgrenze Köstenbachs an (434,4 m ü. NN), wird das Gewässer Rohrbach genannt.
Unterhalb von Köstenbach fließt der Bach nun merklich richtungsunsteter und gefällereicher durch einen beginnenden Geländeeinschnitt – nach weiteren etwa 1,2 km steht er auf 420,8 m ü. NN – von einer Gehölzgalerie begleitet zwischen landwirtschaftlich genutzten Flächen nach Südosten. Nordöstlich vom Bach liegen hier das Friedrichshafener Dorf Berg, südwestlich der Stadtteil Jettenhausen, beide sind jeweils wenigstens 500 Meter entfernt. 600 Meter vor seiner Mündung erreicht er das Gewerbegebiet Rohrbach, an dessen Grenze ihm aus dem im Norden liegenden Gewann Hühnerbach auf 408,4 m ü. NN sein einzig bedeutender, etwa ein Kilometer langer Zufluss (mit Fließgewässerkennziffer 21552762) vom Südrand Bergs her in der rechten Talebene der Rotach zufällt, der auf unter 420 m ü. NN entsteht. Das Gewerbegebiet durchläuft der Rohrbach in den Schlingen eines angelegten breiten Grüngürtels.
Er mündet schließlich am Ostrand von Jettenhausen gegenüber dem Abzweig der Müllerstraße von der Teuringer Straße auf etwa 405 m ü. NN von rechts und Nordwesten in die Rotach, die sich etwa dreieinhalb Kilometer weiter abwärts in den Bodensee ergießt.